# Трсино
Трсино (мкд. Трсино) је насеље у Северној Македонији, у источном делу државе. Трсино је у саставу општине Виница.

## Географија
Трсино је смештено у источном делу Северне Македоније. Од најближег града, Кочана, насеље је удаљено 25 km источно.
Насеље Трсино се налази на западним падинама планине Голак, на приближно 740 метара надморске висине.
Месна клима је континентална.

## Историја
По статистици секретара Бугарске егзархије, 1905. године Трсино је национално мешовито село са 500 Турака, 150 православних Словена и 10 Рома.

## Становништво
Крушево је према последњем попису из 2002. године имало 730 становника.
Претежно становништво у насељу су етнички Македонци (99%), а остало су Турци.
Већинска вероисповест месног становништва је православље.